# Jerzy Gniewkowski
Jerzy Gniewkowski (ur. 6 maja 1938 w Grodnie, zm. 20 lutego 2012 w Krakowie) – polski aktor teatralny i filmowy.

## Życiorys
Debiutował w 1959 roku na scenie Teatru Dzieci Zagłębia w Bedzinie, gdzie grał do 1966 roku. Następnie był członkiem zespołów teatralnych: Teatru Zagłębia w Sosnowcu (1966–1974, 1975–1977, 1999–2005), Teatru Polskiego w Bielsku-Białej (1974–1975), Teatru Nowego w Zabrzu (1977–1978, 1997–1999), Teatru Śląskiego im. Stanisława Wyspiańskiego w Katowicach (1978–1981, 1983–1989) oraz Sceny Polskiej w Czeskim Cieszynie (1981–1983). Wystąpił również w czterech spektaklach Teatru Telewizji (1968–1978) oraz dwóch audycjach Teatru Polskiego Radia (1978).
Był ojcem aktorki Katarzyny Gniewkowskiej. Został pochowany na Cmentarzu Salwatorskim w Krakowie.

### Nagrody i odznaczenia
- 1972 – Odznaka Za Zasługi dla województwa katowickiego
- 1978 – Złota Maska
- 1985 – Złoty Krzyż Zasługi
- 1986 – Odznaka „Zasłużony Działacz Kultury”

## Filmografia
- Ślad na ziemi (1978) – inżynier Cendrys, kierownik robót geodezyjnych (odc. 1)
- Podróż Luizy (1978) – policjant
- Paciorki jednego różańca (1979) – inżynier Sopoćko
- Operacja Himmler (1979)
- Blisko, coraz bliżej (1982) – odc. 9
- Pętla dla obcego (1984)
- Rodzina Kanderów (1988) – odc. 9)